# سوتشاران (أمجز)
سوتشاران (بالفارسية: سوچناران) هي منطقة سكنية تقع في إيران في قسم أمجز الريفي.